# Palazzo Folperti
Palazzo Folperti è un palazzo medievale della città di Pavia, in Lombardia.

## Storia
Scarse sono le notizie che abbiamo sul complesso, i Folperti, attivi nel settore bancario, si affermarono tra il XIV e il XV secolo, quando Ardengo Folperti divenne maestro delle entrate di Filippo Maria Visconti e Santino Folperti medico ducale, tuttavia il palazzo conserva murature ed elementi architettonici risalenti al XII-XIII secolo.

## Descrizione
La struttura si snoda su due cortili, in parte porticati, mentre presenta, sia sul fronte rivolto verso via Teodolinda, che su quello su via Parodi, tracce di bifore romaniche, tamponate e sostituite, tra Tre e Quattrocento, da aperture in cotto gotiche più grandi. La facciata rivolta su via Teodolinda conserva intatto il portone d'accesso duecentesco, caratterizzato dal piacevole effetto di contrappunto cromatico tra il rosso del mattone e la pietra bianca. Nella facciata rivolta su via Parodi, tra la superstite muratura romanica, si conserva un curioso mattone, stranamente murato a misura "d'uomo", sul quale sono incise sedici "X" inserite in altrettanti rettangoli. Sempre nella medesima facciata si conserva un raro portone biforo, emerso durante i restauri degli anni '60 del Novecento. Originariamente, il complesso era dotato di torre, posta nell'angolo tra via Parodi e via Teodolinda.

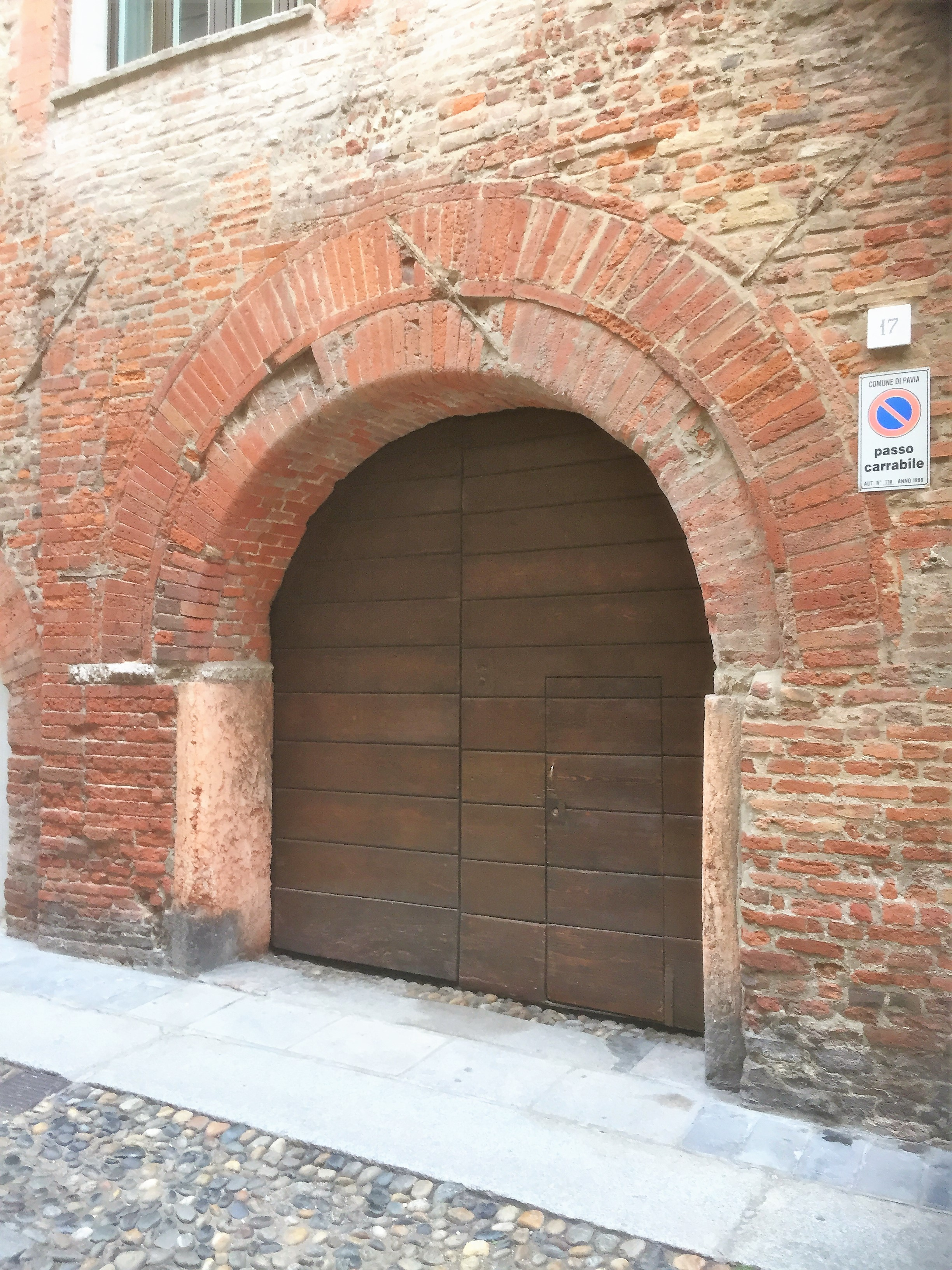
Il portone duecentesco.
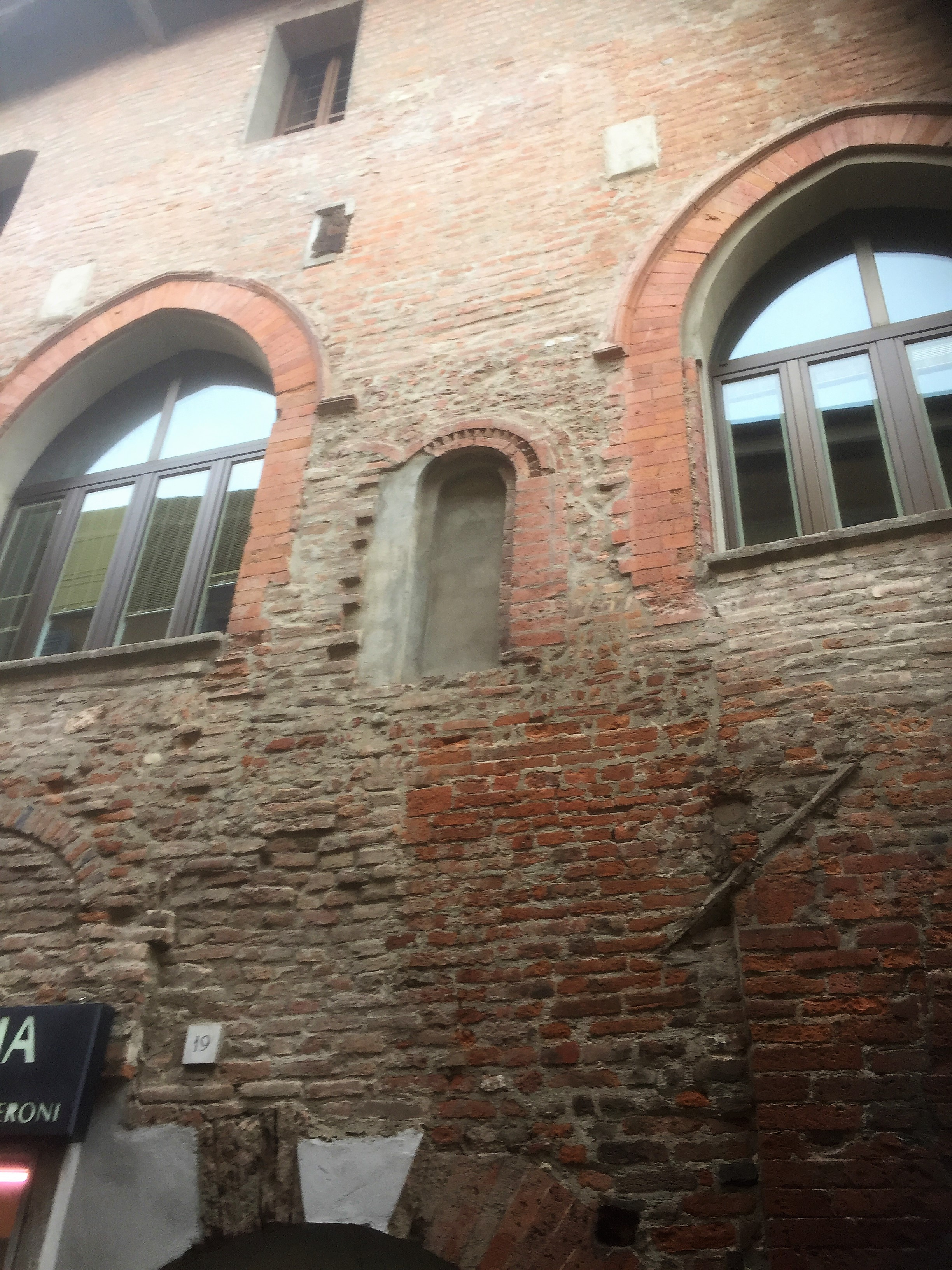
Una delle bifore romaniche tra due finestre gotiche.
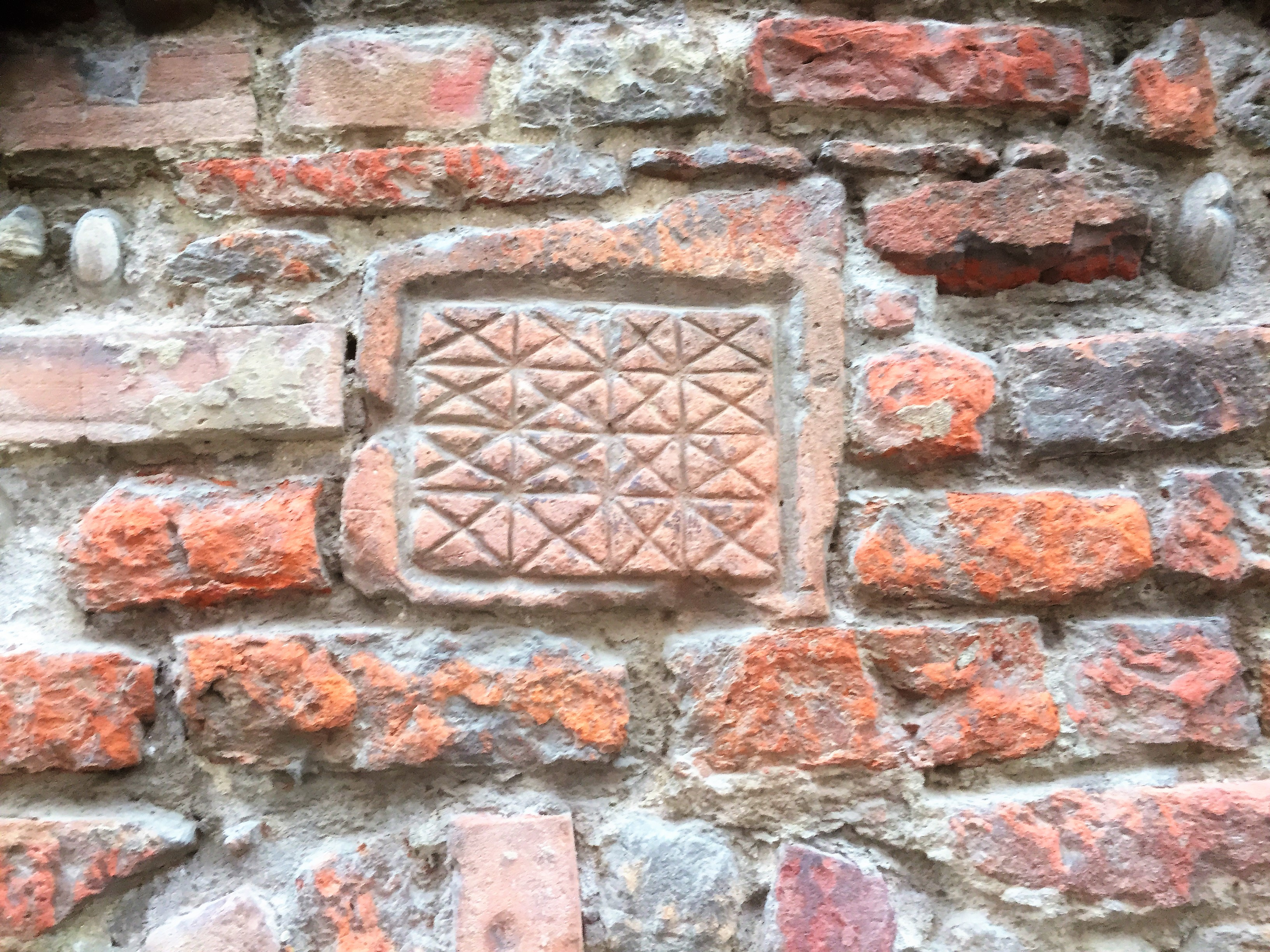
Lo "strano" mattone romanico
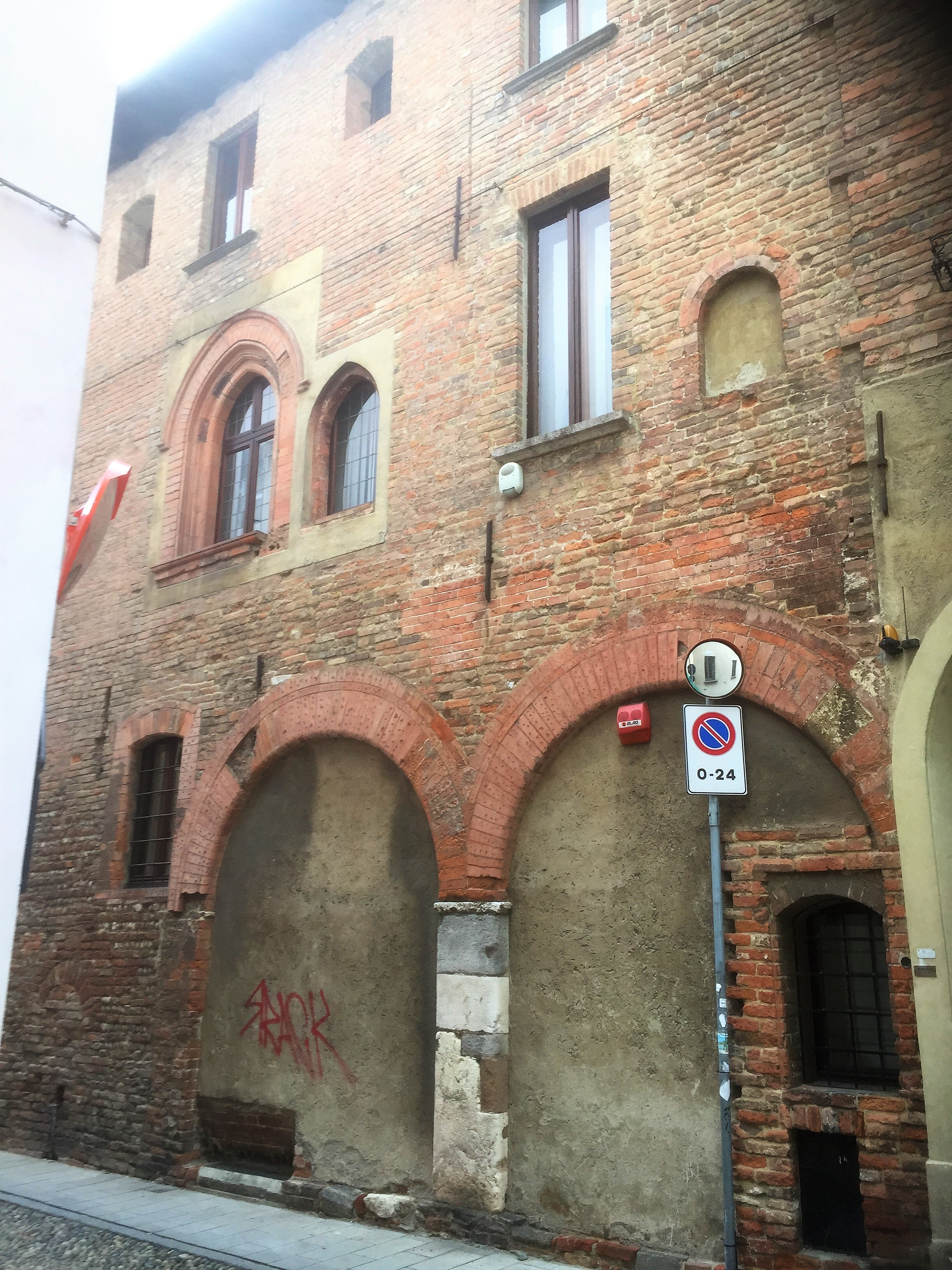
Particolare della facciata rivolta verso via Parodi.